# 平川和宏
平川 和宏（ひらかわ かずひろ、1958年8月13日 - ）は、日本の俳優。血液型はO型。福岡県出身。身長170cm。文学座の演出家・藤原新平に師事。1984年にデビュー。所属事務所はヘリンボーン。

## 出演

### テレビドラマ
NHK
- 大河ドラマ
  - 天地人（2009年） - 竹俣慶綱 役
  - いだてん〜東京オリムピック噺〜（2019年） - 氷川丸船長 役
  - 青天を衝け（2021年） - 児玉謙次 役

- 連続テレビ小説
  - ちゅらさん（2001年）
  - 風のハルカ（2005年 - 2006年）
  - あまちゃん 第111回（2013年8月7日） - 馬場健一郎（関東テレビ 第一制作局ドラマ番組部 プロデューサー） 役
  - まれ 第25回（2015年4月27日） - 山中道夫 役
  - ひよっこ 第35回（2017年5月12日）
  - ちむどんどん（29日）

- 昔話法廷（2015年 - ） - 裁判長・立松仁 役
- 家族だから愛したんじゃなくて、愛したのが家族だった（2023年） - 安田医師 役

テレビ朝日
- 可愛いだけじゃダメかしら? 第8話（1999年3月1日） - 芝山貴志 役
- 相棒（2006年） - 喫茶「アンティーズ」マスター・小川 役
- 土曜ワイド劇場
  - 京都南署鑑識ファイル3」（2006年） - 熊田弁護士 役
  - 救急救命士・牧田さおり 第7作「緊急出動! 爆破テロが暴いた指名手配の女の正体! 殺人犯の指紋が嘘をついたワケ…」（2010年5月1日）
  - 交渉人 遠野麻衣子・最後の事件（2010年6月26日）

TBS
- Summer Snow 第5話（2000年8月4日） - 信用金庫所長 役

フジテレビ
- 世にも奇妙な物語 2013年 春の特別編#AIRドクター「AIRドクター」（2013年5月11日） - 水沢恭介 役
- 松本清張スペシャル 時間の習俗（2014年4月10日）
- エルピス-希望、あるいは災い- 第7話（2022年12月5日）

テレビ東京
- 警視庁ゼロ係（2018年） ‐ 新貝和正 役
- ダブルチート 偽りの警官（2024年）- 柊宗忠 役

### 映画
- 劇場版TRICK 霊能力者バトルロイヤル（2010年5月8日、東宝）
- はやぶさ/HAYABUSA（2011年）[13]
- stay チューン（2012年）[14]
- 戦慄怪奇ファイル コワすぎ!史上最恐の劇場版（2014年） - 元防衛省幹部 役[15]
- 劇場版 ごん -GON, THE LITTLE FOX-（2020年） - いわし屋 役（声の出演）[16]

### 舞台
- Dotoo!公演
  - 捜索隊、南へ（2017年） [17]
  - 此処で逢ったが百年目 At last your time has come!（2018年）[18]
  - 紙とダイヤモンド（2020年）[19]
- 家、世の果ての…（2010年）[20]
- 夜の学校[20]
- ライブ・スペクタクル『NARUTO-ナルト-』（2015年） - 三代目火影 役[21]
  - 再演（2016年）[22]
- ACCA13区監察課（2017年） - スペード 役[23]
- 三文オペラ（2018年）[24]
- 銀牙 -流れ星 銀- - 竹田五兵衛 役 / 語り
  - 絆編（2019年）[25]
  - 牙城決戦編（2020年）[26]
- 舞台 銀河英雄伝説 Die Neue These - ウィリバルト・ヨアヒム・フォン・メルカッツ 役
  - 銀河英雄伝説 Die Neue These（2018年）[27]
  - 銀河英雄伝説 Die Neue These 第三章 嵐の前（2019年）[28]
- NIPPON・CHA!CHA!CHA!（2020年）[29]
- 舞台『魔法使いの約束』 - ドラモンド 役
  - 第1章（2021年）[30]
  - 第2章（2021年）[31]
  - 第3章（2022年）[32]
- Shuffle!～まぜこぜ図書館『若草三銃士物語』～（2022年） - トレヴィル隊長 / 司書2 役[33]
- オムニバス音楽劇『東京奇譚』（2023年）[34]
- 『ROCK MUSICAL BLEACH』〜Arrancar the Final〜（2025年） - 山本元柳斎重國 役[35]

### CM
- あなぶきグループ「管理もあなぶきにしてよかった」篇[36]

### ネット配信
- バックステージオンファイア（2022年12月25日、Streaming+） - 新井の父 役[37][38]

## 書籍
- 自由に、からだ、自由に、こえ 身体を通して考えるコミュニケーション（2023年12月8日、幻冬舎メディアコンサルティング）ISBN 978-4-344-94649-1